# Abdelilah Fahmi
Abdelilah Fahmi, né le 3 août 1973 à Casablanca, est un footballeur international marocain. Il fait partie des joueurs les plus capés de l'histoire du Raja Club Athletic, avec qui il a remporté  la Ligue des champions de la CAF en 1997 Et 1999.

## Biographie Entraîneur
Au terme de la saison 2015-2016, il remporte le championnat du Maroc U13 en tant qu'entraîneur de la ligue de Casablanca.
Entre 2016 et 2018, il occupe la fonction d'adjoint du directeur technique au Raja Club Athletic.
En 2018, il prend en charge l'équipe espoir du Raja, avec laquelle il atteint la finale du championnat national espoirs avant de s'incliner aux tirs au but face au Kawkab de Marrakech au Stade El-Abdi.
Entre 2019 et 2020, Fahmi est chargé de la direction technique de la Renaissance de Zemamra.
2022/2023 direction techniques de la  Raja Casablanca .
2024/2025 Directeur technique de la club Jeunesse sportive Soualem Et Entraîneur Espoirs U21.
2024/2025 U21 qualifié au playoffs Jeunesse sportive Soualem.

## Sélections en équipe nationale
| #  | Date       | Match                  | Lieu           | Score | Compétition       | But |
| -- | ---------- | ---------------------- | -------------- | ----- | ----------------- | --- |
| 1  | 01/03/1995 | Maroc - Sénégal        | Casablanca     | 2 - 0 | Amical            |     |
| 2  | 09/04/1995 | Maroc - Burkina        | Casablanca     | 0 - 0 | Elim. CAN 1996    |     |
| 3  | 15/11/1995 | Maroc - Mali           | Rabat          | 2 - 0 | Amical            | 1   |
| 4  | 17/01/1996 | Arménie - Maroc        | Vitrolles      | 0 - 6 | Amical            |     |
| 5  | 23/03/1996 | Corée du sud - Maroc   | Dubai          | 2 - 2 | Tournoi EAU       | 1   |
| 6  | 13/07/1997 | Éthiopie - Maroc       | Addis Abeba    | 0 - 1 | Elim. CAN 1998    |     |
| 7  | 27/07/1997 | Maroc - Sénégal        | Rabat          | 3 - 0 | Elim. CAN 1998    |     |
| 8  | 16/08/1997 | Maroc - Gabon          | Casablanca     | 2 - 0 | Elim. CM 1998     |     |
| 9  | 17/11/1999 | Maroc - USA            | Marrakech      | 2 - 1 | Amical            |     |
| 10 | 22/12/1999 | Maroc - Sénégal        | Agadir         | 0 - 0 | Amical            |     |
| 11 | 02/09/2000 | Gabon - Maroc          | Libreville     | 2 - 0 | Elim. CAN 2002    |     |
| 12 | 05/09/2001 | Italie - Maroc         | Piacenza       | 1 - 0 | Amical            |     |
| 13 | 14/11/2001 | Maroc - Zambie         | Rabat          | 1 - 0 | Amical            |     |
| 14 | 12/12/2001 | Maroc - Mali           | Settat         | 1 -1  | Amical            |     |
| 15 | 13/01/2002 | Maroc - Guinée         | Rabat          | 2 - 1 | Amical            |     |
| 16 | 16/01/2002 | Gambie - Maroc         | Banjul         | 0 - 2 | Amical            |     |
| 17 | 21/01/2002 | Ghana - Maroc          | Ségou          | 0 - 0 | CAN 2002          |     |
| 18 | 26/01/2002 | Burkina Faso - Maroc   | Ségou          | 1 - 2 | CAN 2002          |     |
| 19 | 30/01/2002 | Afrique du Sud - Maroc | Ségou          | 3 - 1 | CAN 2002          |     |
| 20 | 12/02/2003 | Sénégal - Maroc        | Paris          | 0 - 1 | Amical            |     |
| 21 | 28/05/2004 | Mali - Maroc           | Bamako         | 0 - 0 | Amical            |     |
| 22 | 05/06/2004 | Malawi - Maroc         | Blantyre       | 1 - 1 | Elim. CM/CAN 2006 |     |
| 23 | 15/11/2005 | Cameroun - Maroc       | Clairefontaine | 0 - 0 | Amical            |     |

## Statistiques
| Saison         | Club          | Pays    | Championnat        | Championnat | Championnat | Championnat  | Championnat  | Europe | Europe | Europe |
| Saison         | Club          | Pays    | Division           | Matchs      | Buts        | Cartons      | Cartons      | Coupe  | Matchs | Buts   |
| -------------- | ------------- | ------- | ------------------ | ----------- | ----------- | ------------ | ------------ | ------ | ------ | ------ |
| Saison         | Club          | Pays    | Division           | Matchs      | Buts        | Carton jaune | Carton rouge | Coupe  | Matchs | Buts   |
| 1991 - 1999    | Raja CA       | Maroc   | GNF 1              | 320         | -           | ?            | ?            | /      | -      | -      |
| 1999 - 2000    | LOSC Lille    | France  | Ligue 2            | 30          | 5           | ?            | ?            | /      | -      | -      |
| 2000 - 2001    | LOSC Lille    | France  | Ligue 1            | 22          | 0           | ?            | ?            | /      | -      | -      |
| 2001 - 2002    | LOSC Lille    | France  | Ligue 1            | 18          | 2           | ?            | ?            | C1+C3  | 8+3    | 0+0    |
| 2002 - 2003    | LOSC Lille    | France  | Ligue 1            | 19          | 0           | ?            | ?            | IT     | 6      | 1      |
| 2003 - 2004    | RC Strasbourg | France  | Ligue 1            | 17          | 2           | ?            | ?            | /      | -      | -      |
| 2004 - 2005    | RC Strasbourg | France  | Ligue 1            | 9           | 0           | ?            | ?            | /      | -      | -      |
| 2005 - 2006    | Gaziantepspor | Turquie | Turkcell Süper Lig | 26          | 1           | ?            | ?            | /      | -      | -      |
| avril-mai 2006 | Al Khor*      | Qatar   | Qatar Stars League | 23          | ?           | ?            | ?            | /      | -      | -      |
| 2006           | Al Arabi Doha | Qatar   | Qatar Stars League | 20          | ?           | ?            | ?            | /      | -      | -      |
| 2006 - 2007    | Al Arabi Doha | Qatar   | Qatar Stars League | 23          | ?           | ?            | ?            | /      | -      | -      |
| 2007           | Raja CA       | Maroc   | GNF 1              | ?           | ?           | ?            | ?            | /      | -      | -      |

*Il ne reste qu'un mois (d'avril à mai 2006) à Al Khor

Signe le 3 janvier 2007 au raja

## Palmarès
Raja Club Athletic
- Championnat du Maroc (4)
  - Champion en 1996, 1997, 1998, 1999
- Ligue des champions de la CAF (2)
  - Vainqueur en 1997 et 1999
  - Vainqueur Coupe Afro-Asiatique 1998 (1)
- Vainqueur Coupe du trône 1996 (1)

(1)**1996 Finaliste Coupe arabe En Égypte .
(1)**1997 Finaliste Super Coupe d'Afrique Casablanca
 LOSC Lille
- Ligue 2 (1)
  - Champion en 2000
- Coupe Europe Intertoto
  - Finaliste : 2002

 RC Strasbourg
- Coupe de la Ligue (1)
  - Vainqueur en 2005
  - 2002 Nommé dans la liste meilleure Joueur africaine en Europe .